# 宋學朱
宋學朱（1594年—1639年），字用晦，號旭初，直隸蘇州府長洲縣人，明末政治人物，官至雲南道監察御史。崇禎十一年（1638年）冬，清軍經居庸關入華北，宋學朱巡按山東，防守濟南，城破殉國。

## 生平
宋學朱為長洲庠生，崇禎三年（1630年）庚午科應天鄉試第四十四名舉人，四年（1631年）辛未科二甲第八名進士。兵部觀政，授南京工部屯田司主事，管寶源局，著有《司鑄政略》。丁憂，服闋，起為禮部主事，升精膳司員外郎，十一年（1638年）改雲南道監察御史，為黨人所忌，同年冬，清軍經居庸關南下，宋學朱當時巡按山東，至章丘時，濟南告急，急馳前往，上疏求援，禮部尚書兼東閣大學士楊嗣昌檄山東巡撫顏繼祖移師德州，督軍高起潛擁兵臨清州不救。宋學朱自嘆必死，與山東左布政使張秉文、按察司副使周之訓、翁鴻業、布政使司參議鄧謙、鹽運使唐世熊等守城，十二年（1639年）正月城陷，宋學朱偕周之訓力戰南門城上，殉國。濟南府知府苟好善、推官陸燦、同知陳虞胤、通判熊烈獻、歷城縣知縣韓承宣皆死。沈德潛著有《宋侍御傳》描述宋學朱等守禦濟南城事件。

## 身後
宋學朱戰歿後，長子宋德寬千里迢迢尋找遺體不得。朝廷亦因此未下恤典。弘光帝在南京即位，追贈大理寺卿。濟南士民為宋學朱及韓承宣共建有雙忠祠。康熙年間，入名宦祠。
蒲松齡著《聊齋誌異》卷十一《鬼隸》篇即以“濟南之屠”為原型。濟南城內原有的雙忠祠已湮沒，如今仍留有雙忠祠街及雙忠泉以示紀念。宋學朱孫（宋宓子）宋廣業（字性存，號澄溪，1649-1719）於康熙年間任濟東道時，因母親管夫人（明末學者管志道曾孫女、管正傳妹）以孝著稱，即在雙忠泉附近挖設不匱泉以示孝敬，也因而形成“忠孝兩泉”佳話。

## 家族
來自蘇州長洲宋氏家族。曾祖宋純仁（字孝甫，號濂川，1518-1588）為嘉靖二十八年（1549年）己酉科舉人。祖父宋道明（字見吾，1544-1589）為南京國子監生。祖母為陸完孫女。父宋琦（原名宋如岡，字卿稚，號位宇，1571-1633）為宋道明長子，吳縣庠生，長洲宋氏南宅支始祖。母朱氏。夫人為王憲和女。有三子五女：長子宋宓（原名宋德寬，改名宋德宸，再名宋宓）、次子宋德宜（出嗣長兄宋學周）及幼子宋德宏。三子以文著稱，為吳中“三宋”。崇禎年間官員宋學顯為長洲宋氏北宅支從兄弟。

### 引文
1. ↑  《崇祯四年辛未科三百五十名进士履历》：宋学朱，旭初，礼记，甲辰十月二十九日生。长洲人，庚午四十四，會一百十九，二甲八名。兵部政，授南工部屯田司主事，升精膳司员外，戊寅改云南道御史，巡视節慎庫，本年山東巡按。曾祖纯仁，南刑部郎中。祖道昭，监生。父琦，庠生。
2. ↑  《明史·291卷》：張秉文，字含之，桐城人。祖淳，官參政，事具《循吏傳》。秉文舉萬曆三十八年進士，歷福建右參政，與平海寇李魁奇。崇禎中，歷廣東按察使，右布政使，調山東為左。十一年冬，大清兵自畿輔南下。本兵楊嗣昌檄山東巡撫顏繼祖移師德州，於是濟南空虛，止鄉兵五百，萊州援兵七百，勢弱不足守。巡按御史宋學朱方行部章丘，聞警馳還，與秉文及副使周之訓、翁鴻業，參議鄧謙，鹽運使唐世熊等議守城，連章告急於朝。嗣昌無以應，督師中官高起潛擁重兵臨清不救，大將祖寬、倪寵等亦觀望。大清兵徇下州縣十有六，遂臨濟南。秉文等分門死守，晝夜不解甲，援兵竟無至者。
3. ↑  《明史·291卷》：明年正月二日，城潰，秉文擐甲巷戰，已被箭，力不能支，死之。妻方、妾陳，並投大明湖死。 學朱、之訓、謙、世熊及濟南知府苟好善、同知陳虞胤、通判熊烈獻、歷城知縣韓承宣皆死焉，德王由樞被執。秉文贈太常寺卿，之訓、謙光祿卿，承宣光祿少卿，皆建特祠，餘贈卹如制。學朱死，不得屍，疑未實，獨格不予，福王時，贈大理卿。鴻業及推官陸燦不知所終，贈卹亦不及。
4. ↑  《長洲縣志·24卷》38：宋學朱，字用晦，純仁曾孫。少警敏，以習小戴禮知名。登崇禎四年進士，授南京工部主事，察廉補禮部，改雲南道監察御史，侃侃不阿，至為黨人所忌。十一年，本朝兵破居庸關南下，適奉命巡按山東，至章邱，濟南告急，學朱急馳至，條陳方略，上疏求援。而巡撫顏繼祖、總督高起潛擁兵不救，學朱嘆曰：此省會重地，且有藩王在，而守衛單弱乃爾。吾無死所矣！親率疲弱登陴，未幾城䧟，偕巡道周之訓力戰南門城上，死之。長子德寬，匍匐千里，購屍南門下，悉腐胔不可得，招魂以殮。
5. ↑  （清）沈德潛. .  (PDF).
6. ↑  《濟南府志·35卷》18-19：宋學朱，字用晦，南直長洲人。崇禎四年進士，由禮部主事改授御史。十一年，巡按山東。未行，疏劾楊嗣昌、田維嘉、唐世濟、史𡎊、袁鯨，詞甚嚴正。既出京，寄書家人云：奸黨盈朝，海岱多故，吾此行，誓死報國，勿以為念。是年冬，北兵入關，內外戒嚴，特命中官高起潛督兵應援，巡撫顏繼祖移鎮德州。濟南有兵三千，繼祖攜以自隨，僅留老弱鄉兵五百人及調萊州兵七百人。學朱方巡章邱，聞警疾馳入濟南曰：此省會地，藩封在焉。守備單弱，乃爾吾死是城必矣！先後七上疏求援，及條奏方略。嗣昌為樞輔，寢其奏。未幾，兵薄城下，環三面而營，為長圍守之。攻益急。學朱率巡道周之訓守南門，擐甲登陴，鼓勵將士。用拂郎機火器，圍稍卻。堅壁九晝夜，轉輸乏絕。請德王出帑金犒軍，軍心稍定。正月二日黎明，攻者躡雲梯直上城西北隅，衆皆潰奔。學朱聞變，躍馬循雉堞而西，率親族數十人，持白梓格鬬，兵力單弱，學朱被執，不屈須臾遇害。火燬城樓，骸骼俱燼，小吏柴標僅於城頭得令箭遺衣而已。當是時，高起潛開幕府，握重兵，翱翔東昌、臨清間，不發一卒援救。及濟南失守，藩封淪陷，聞學朱死，輒委罪學朱以自解。舉朝皆知其罔，畏璫勢莫敢言。特旨以學朱死狀，下撫按察覈。久之，其子德寬匍匐赴濟，尋骸不得，隨伏闕請卹。直隸、山東守臣勘實以聞，尚書徐石麒、白貽清，都御史張瑋、金光宸等合詞言：巡方職非守土，學朱聞警馳入危城，誓以死殉忠，不避難慷慨陷，義當比御史張銓、王肇坤例，一體增卹。吏部覆如其言。且云御史孤孑一身，不攜妻從敵留半月乃去骨化形消，無從辨識，更為慘酷。擬贈官蔭子如肇坤例。贈大理寺卿。時土人哀思學朱守城節烈，建雙忠祠，與歷城令韓承宣並祀。康熙四十五年重修，又入祀名宦。
7. ↑  . 中國新聞網. 2013-06-14  [2024-04-06]. （原始内容存档于2024-04-06）.
8. ↑  （清）宋廷璣等. . 道光甲申（1824）.

### 書目
- 清張廷玉等，《明史》，中華書局點校本
- 清乾隆十八年刻本，《長洲縣志》
- 清道光二十年刻本，《濟南府志》

## 延伸阅读
[在维基数据编辑]
 《明史卷二百九十一》，出自《明史》